# Charlie Cox
Charlie Thomas Cox (London, 1982. december 15.–) brit színész.
Legismertebb alakítása Matt Murdock / Daredevil a Marvel-moziuniverzum Daredevil (2015–2018), A Védelmezők (2017), Amazon: Ügyvéd (2022), Echo (2024), és a Daredevil: Újjászületés (2025-) című sorozataiban, továbbá a Pókember: Nincs hazaút (2021) című filmjében. A barátságos és közkedvelt Pókember (2025-) című animációs sorozatban a karakter eredeti hangját kölcsönözte. A Boardwalk Empire – Gengszterkorzó című bűnügyi sorozatban 2011 és 2012 között Owen Sleatert formálta meg.

## Fiatalkora
Öt testvére van, köztük ő a legfiatalabb. Londonban született és East Sussexben nőt fel. Szülei Patricia (született: Harley) és Andrew Frederick Seaforth Cox. Egy édestestvére, Toby (született 1974) és három féltestvére van apja első házasságából: Emma, Zoe és Oliver.
Katolikus. Az Ashdown House Schoolban és Sherborne Schoolban tanult. Érettségi után 2001-ben újra Londonba költözött és elkezdte tanulmányait a Bristol Old Vic Theatre Schoolban.

## Pályafutása
2004-ben A velencei kalmár című filmben játszott. 2006-ban az A for Andromeda, 2007-ben a Csillagpor című filmben szerepelt. 2011 és 2012 között a Boardwalk Empire – Gengszterkorzó című sorozat szereplője volt. 2015 és 2018 között a Daredevil, 2017-ben pedig A Védelmezők című MCU-sorozatokban játszotta Matt Murdock / Daredevil karakterét. 2021-ben megismételte Matt Murdock szerepét a Pókember: Nincs hazaút című filmben.

## Magánélete
2018 szeptemberében feleségül vette Samantha Thomast, a Bron TV ügyvezető alelnökét, akitől két gyermeke született.

## Filmográfia

### Film
| Év   | Magyar cím             | Eredeti cím                     | Szerep                 | Magyar hang       |
| ---- | ---------------------- | ------------------------------- | ---------------------- | ----------------- |
| 2003 | Az utolsó pillanat     | Dot the I                       | Theo                   |                   |
| 2004 | A velencei kalmár      | The Merchant of Venice          | Lorenzo                | Damu Roland       |
| 2005 |                        | Things to Do Before You're 30   | Danny                  |                   |
| 2005 | Casanova               | Casanova                        | Giovanni Bruni         | Molnár Levente    |
| 2005 | Casanova               | Casanova                        | Casanova idősen        | Szokolay Ottó     |
| 2006 | A fehér lovag          | The Maidens' Conspiracy         | Diafebus               | Dányi Krisztián   |
| 2006 |                        | A for Andromeda                 | Dennis Bridger         |                   |
| 2007 | Csillagpor             | Stardust                        | Tristan Thorn          | Miller Zoltán     |
| 2008 |                        | Harry, Henry and the Prostitute | Harry                  |                   |
| 2008 |                        | Stone of Destiny                | Ian Hamilton           |                   |
| 2009 |                        | Big Guy                         | Chuck                  |                   |
| 2009 |                        | Perfect                         | Paul                   |                   |
| 2009 | A dicső 39             | Glorious 39                     | Lawrence               | Fekete Ernő Tibor |
| 2011 |                        | There Be Dragons                | Josemaría Escrivá      |                   |
| 2011 |                        | Nancy, Sid and Sergio           | Sergio                 |                   |
| 2012 |                        | A Sunny Morning                 | Adam                   |                   |
| 2013 | Hello, Carter          | Hello Carter                    | Carter                 | Lengyel Tamás     |
| 2013 |                        | Legacy                          | Charles Thoroughgood   |                   |
| 2014 | A mindenség elmélete   | The Theory of Everything        | Jonathan Hellyer Jones | Miller Zoltán     |
| 2017 |                        | Eat Locals                      | Henry                  |                   |
| 2018 | A tolvajok királya     | King of Thieves                 | Basil                  | Miller Zoltán     |
| 2018 | A tolvajok királya     | King of Thieves                 | Basil                  | Moser Károly      |
| 2019 |                        | The Knot                        | második ex             |                   |
| 2021 | Pókember: Nincs hazaút | Spider-Man: No Way Home         | Matt Murdock           | Lengyel Tamás     |

### Televízió
| Év        | Magyar cím                          | Eredeti cím                           | Szerep                             | Magyar hang   | Megjegyzések                                  |
| --------- | ----------------------------------- | ------------------------------------- | ---------------------------------- | ------------- | --------------------------------------------- |
| 2002      |                                     | Judge John Deed                       | Vicar fiatalon                     |               | 1 epizód                                      |
| 2006      | Lewis – Az oxfordi nyomozó          | Lewis                                 | Danny Griffon                      |               | 1 epizód                                      |
| 2010      | Downton Abbey                       | Downton Abbey                         | Crowborough hercege                | Bozsó Péter   | 1 epizód                                      |
| 2011      |                                     | Moby Dick                             | Ishmael                            |               | főszereplő                                    |
| 2011–2012 | Boardwalk Empire – Gengszterkorzó   | Boardwalk Empire                      | Owen Sleater                       |               | mellékszereplő (2. évad) főszereplő (3. évad) |
| 2015–2018 | Daredevil                           | Daredevil                             | Matt Murdock / Daredevil           | Welker Gábor  | főszereplő                                    |
| 2015–2018 | Daredevil                           | Daredevil                             | Matt Murdock / Daredevil           | Lengyel Tamás | főszereplő                                    |
| 2017      | A Védelmezők                        | The Defenders                         | Matt Murdock / Daredevil           |               | főszereplő                                    |
| 2019      |                                     | Relics and Rarities                   | Seamus O'Flanagan                  |               | 1 epizód                                      |
| 2021      |                                     | Kin                                   | Michael Kinsella                   |               | főszereplő                                    |
| 2022      | Amazon: Ügyvéd                      | She-Hulk: Attorney at Law             | Matt Murdock / Fenegyerek          | Lengyel Tamás | főszereplő                                    |
| 2022      | Marvel Studios: Betekintés          | Marvel Studios: Assembled             | önmaga                             |               | 1 epizód                                      |
| 2022      | Árulás                              | Treason                               | Adam Lawrence                      |               | főszereplő                                    |
| 2024      | Echo                                | Echo                                  | Matt Murdock / Fenegyerek          | Lengyel Tamás | minisorozat                                   |
| 2025      | A barátságos és közkedvelt Pókember | Your Friendly Neighborhood Spider-Man | Matt Murdock / Fenegyerek (hangja) | Fehér Tibor   | 2 epizód                                      |
| 2025      | Daredevil: Újjászületés             | Daredevil: Born Again                 | Matt Murdock / Fenegyerek          | Fehér Tibor   | főszereplő                                    |

### Videójáték
| Év   | Cím                         | Szerep  |
| ---- | --------------------------- | ------- |
| 2025 | Clair Obscur: Expedition 33 | Gustave |